# Amèrica Central
L'Amèrica Central (en castellà: Centroamérica, América Central) és la regió geogràfica dins el continent d'Amèrica compresa entre Amèrica del Nord i Amèrica del Sud. Està envoltada per l'oceà Pacífic i l'oceà Atlàntic. Políticament es divideix en set països independents: Guatemala, Belize, El Salvador, Hondures, Nicaragua, Costa Rica i Panamà. La població total d'Amèrica Central és 42.688.190 habitants (2012).
Amèrica Central té una superfície de 523,780 quilòmetres quadrats (202.230 milles quadrades), o gairebé 0,1% de la superfície de la Terra. Una part coincideix amb el territori històricocultural de Mesoamèrica, tresor de biodiversitat, que s'estén des de la part sud de Mèxic fins al nord-oest de Costa Rica i que no s'ha de confondre amb la Regió mesoamericana, espai econòmic reconegut per la OCDE, que té altres límits geogràfics. A causa de la presència de diverses falles geològiques actives i l'arc volcànic centreamericà, hi ha una gran quantitat d'activitat sísmica a la regió.

## Història

### Època precolombina
Abans de l'arribada dels espanyols, a la zona habitaven les denominades civilitzacions de Mesoamèrica i algunes tribus de nadius nord-americans a la franja nord. La major civilització va ser la civilització maia, que a part juntament amb els asteques de Mèxic i els inques del Perú, eren les tres civilitzacions més poderoses del continent. Els maies van aconseguir penetrar des de la península de Yucatán, Belize, Guatemala (i era Tikal la capital maia), El Salvador, Hondures i algunes zones de Nicaragua i Costa Rica. Alguns grups menors mesoamericans eren els lenques, pipils, kuns, chortis, jicaques, paies, chorotegues, nasos i bribris, que habitaven el sud centreamericà.

### Colonització i època colonial

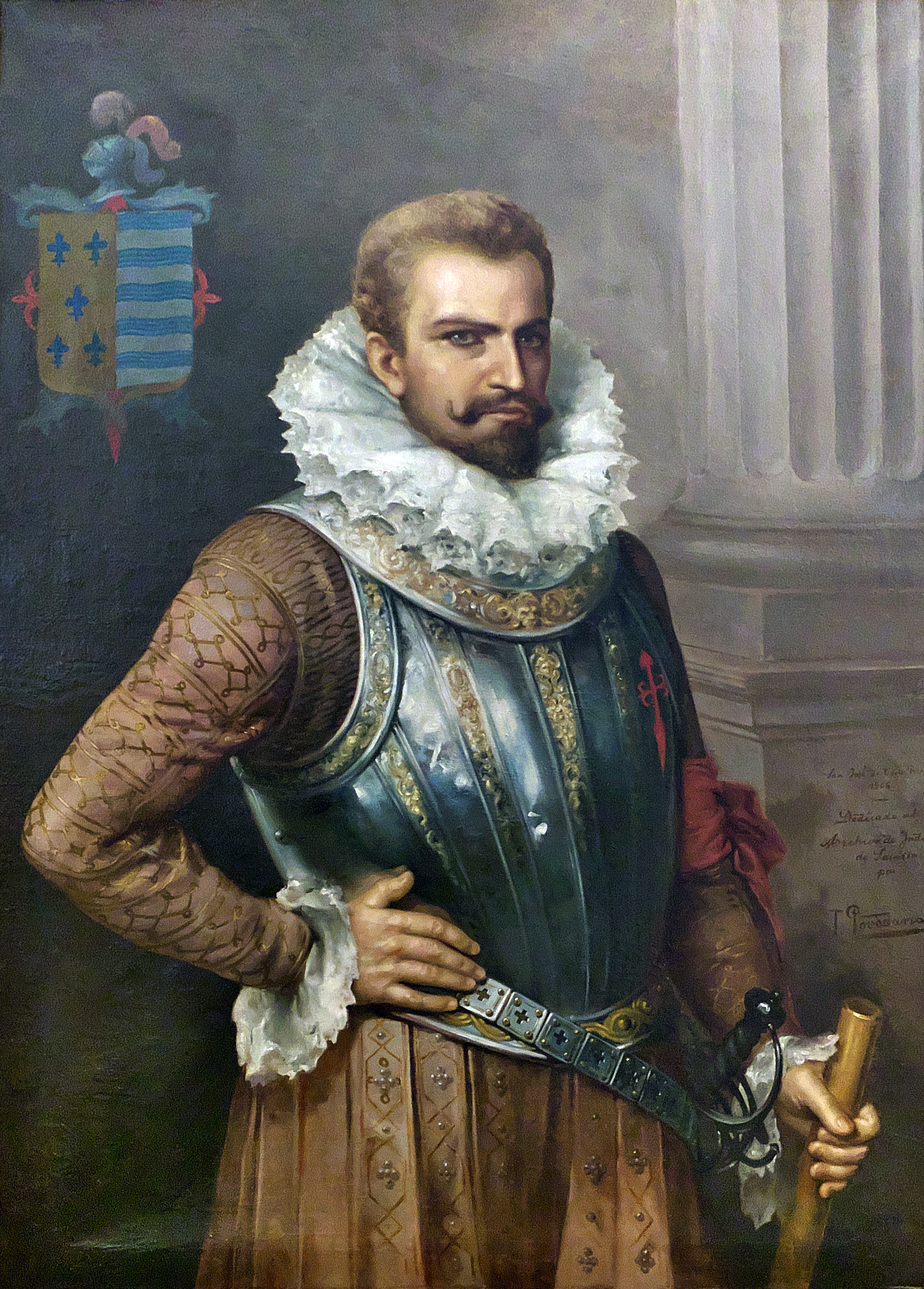
Don Pedro de Alvarado

A partir de 1524, Amèrica Central és colonitzada pels espanyols; el major colonitzador va ser Pedro de Alvarado, que arribà a dominar Guatemala, Belize, i El Salvador. Hernan Cortés dominà Hondures (a part de Mèxic). Francisco Hernández de Córdova dominà Nicaragua, Gil González Dávila dominà Costa Rica i Vasco Núñez de Balboa dominà Panamà. Amb la conquesta hispànica, aquests pobles van ser assimilats o destruïts i va instal·lar-se una cultura mestissa, de forta influència espanyola, sota el poder de Guatemala.
La capitania General de Guatemala va cobrir tots els països d'Amèrica Central, amb excepció de Panamà, i n'era la principal ciutat Santiago de los Caballeros (avui, Antigua Guatemala), on també estava establerta la Real Audiència.
Durant l'època colonial, els indígenes estaven sotmesos a l'encomana i esclavitud, per la qual cosa la població indígena es va reduir significativament, a més de la barreja entre alguns colons espanyols juntament amb dones indígenes, que va produir una nova ètnia a la regió, l'ètnia mestissa.
Per al segle xviii, l'ordre social era de la manera següent: peninsulars (espanyols, la classe dominant), criolls (fills d'espanyols nascuts a la regió, eren adinerats però no tenien poder), mestissos (fills d'espanyols, indígenes, de classe mitjana o pobra), indígenes (originaris de la regió, eren treballadors), esclaus (negres i mulats, els nous esclaus).
La intervenció anglesa a Amèrica Central, va fer que la capitania General de Guatemala perdés territoris, dels quals van incloure Belize, el nord d'Hondures i la costa atlàntica de Nicaragua (anomenaren aquesta regió Hondures Britànica). Alguns anglesos ja estaven apoderant-se de la costa atlàntica de Guatemala i Costa Rica, davant de les batalles entre els espanyols i anglesos. Espanya recuperà gairebé tots els territoris amb excepció de Belize.

### Independència
Els primers moviments independentistes van esclatar el 1811, a El Salvador, el moviment independentista va ser impulsat pels presidents José Matías Delgado i Francisco Morazan.
Espanya estava en un estat difícil a causa de la invasió napoleònica, la qual cosa deslligà el desig de la independència absoluta d'Espanya. Més tard, es van armar dos grups grans que hi estaven en contra: els liberals (criolls i mestissos amb bona educació) que volien la independència, els conservadors (criolls i el clergat catòlic), els qui volien seguir amb el domini espanyol.
La independència va ser declarada formalment el 15 de setembre de 1821, i fou l'espanyol Gabino Gainza el primer governant de la Federació Centreamericana. Entre 1822 i 1823, Amèrica Central passà a ser part de l'Imperi mexicà liderat per Agustin d'Iturbide, encara que per motius de conflicte, l'Imperi mexicà es va dissoldre.
A partir dels anys 1840, els estats que conformaven la Federació Centreamericana es tornen repúbliques independents.

### Dictadures
Entre algunes dictadures d'Amèrica Central, hi ha les següents:
- Manuel Estrada Cabrera (1898-1920)
- Jorge Ubico Castañeda (1931-1944)
- Tiburcio Carias Andino (1933-1936)
- Anastasio Somoza García (1937-1947)
- Luis Somoza Debayle (1957-1963)

### Guerres civils
A la segona meitat del segle xx, es van desencadenar guerres a la regió producte de la guerra freda.
La influència comunista russa a Amèrica Central es va veure molt creixent a Nicaragua i Guatemala, davant la qual cosa la CIA i el govern dels Estats Units va intervenir de diferents maneres per evitar que es tornessin països comunistes.
A Guatemala la guerra civil durà 36 anys (1960-1996), entre el govern i els guerrillers, deixant un saldo de més de 300.000 comunitats indígenes arrasades.
Entre 1979 i 1990 es va produir a Nicaragua la Batalla de la Revolució Popular Sandinista en contra del govern autoritari dretà de la família Somoza. A El Salvador, la guerra va ser entre 1980 i 1992.
Els acords de pau van ser signats en la dècada de 1990.

## Geografia

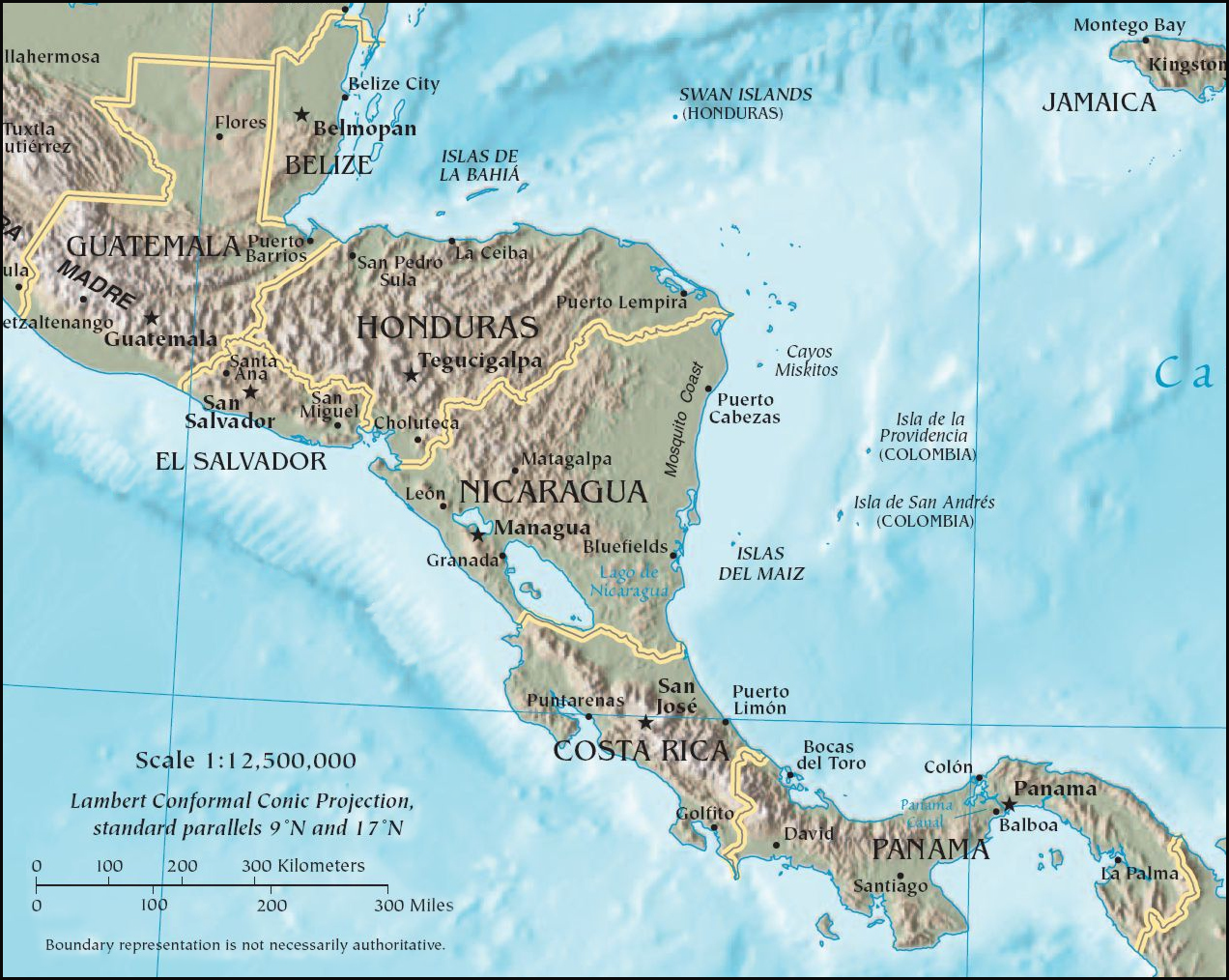
Amèrica central en relleu

Tota la zona és un istme que uneix dos subcontinents americans. La travessa la serralada Central que en determina l'orografia, amb paisatges de muntanya. A causa de la seva ubicació entre plaques tectòniques, la regió presenta una gran activitat sísmica i volcànica. Centreamèrica destaca per la seva biodiversitat, amb un 7% del total mundial i multitud d'espècies endèmiques. El clima predominant n'és el clima tropical.

### Clima
El continent centreamericà té molta varietat de climes a causa de l'acció de diversos factors com l'aigua, el vent, la calor, i el fred. És el continent que té major varietat de climes, ja que s'estén de nord a sud i abasta una gran extensió.

### Hidrografia
A Amèrica Central, els rius són curts i corresponen principalment al vessant atlàntic. Aquests rius compleixen diverses funcions, servint fins i tot com a fronteres; tal és el cas dels rius Segòvia o Coco (entre Hondures i Nicaragua), el riu Motagua (entre Guatemala i Hondures), el riu Usumacinta (entre Guatemala i Mèxic), el riu Sant Joan de Nicaragua (entre Costa Rica i Nicaragua) i el riu Sixaola (entre Costa Rica i Panamà). En aquesta regió, destaquen per la seva extensió els llacs nicaragüencs (llac de Nicaragua i llac de Managua) i el llac Gatún, situat al canal de Panamà.

## Població
|             | Nom de l'estat | Superfície (km²) | Població   | Densitat de població (hab/km²) | Capital             |
| ----------- | -------------- | ---------------- | ---------- | ------------------------------ | ------------------- |
| Belize      | Belize         | 22.966           | 366.954    | 13                             | Belmopan            |
| Costa Rica  | Costa Rica     | 51.100           | 4.857.274  | 82                             | San José            |
| El Salvador | El Salvador    | 21.040           | 6.344.722  | 292                            | San Salvador        |
| Guatemala   | Guatemala      | 108.890          | 16.582.469 | 129                            | Ciutat de Guatemala |
| Honduras    | Honduras       | 112.090          | 9.112.867  | 67                             | Tegucigalpa         |
| Nicaragua   | Nicaragua      | 130.373          | 6.149.928  | 44                             | Managua             |
| Panamà      | Panamà         | 78.200           | 4.034.119  | 44                             | Ciutat de Panamà    |
| Total       | Total          | 523.780          | 47.448.333 | 80                             |                     |

La regió està habitada per més de 40 milions de persones. En la seva majoria joves, dels 15 i 30 anys, i són la majoria en quasi tots els països. L'únic país que té un procés d'envelliment és Costa Rica, on les persones majors de 65 anys són el 8%, i el 41% són menors de 25 anys. A Panamà i Nicaragua també hi ha un creixement de la població de tercera edat, tot i que encara són països joves; en el cas de Guatemala, la població envellida es duplicarà en una projecció per al 2025, aquest serà el creixement mal gran en la regió; mentre que a El Salvador i Belize es fa més visible la població envellida, Hondures és absolutament jove, amb el més lent creixement de persones majors de 65 anys.
Molts centreamericans (especialment salvadorencs, hondurenys i guatemalencs) van abandonar el seu país d'origen a la recerca d'un país amb millor estabilitat política; la major comunitat centreamericana a l'exterior és als Estats Units, on ja són al voltant de 2 milions; a Mèxic, es deporten més de 50.000 immigrants il·legals a l'any.

### Ètnies

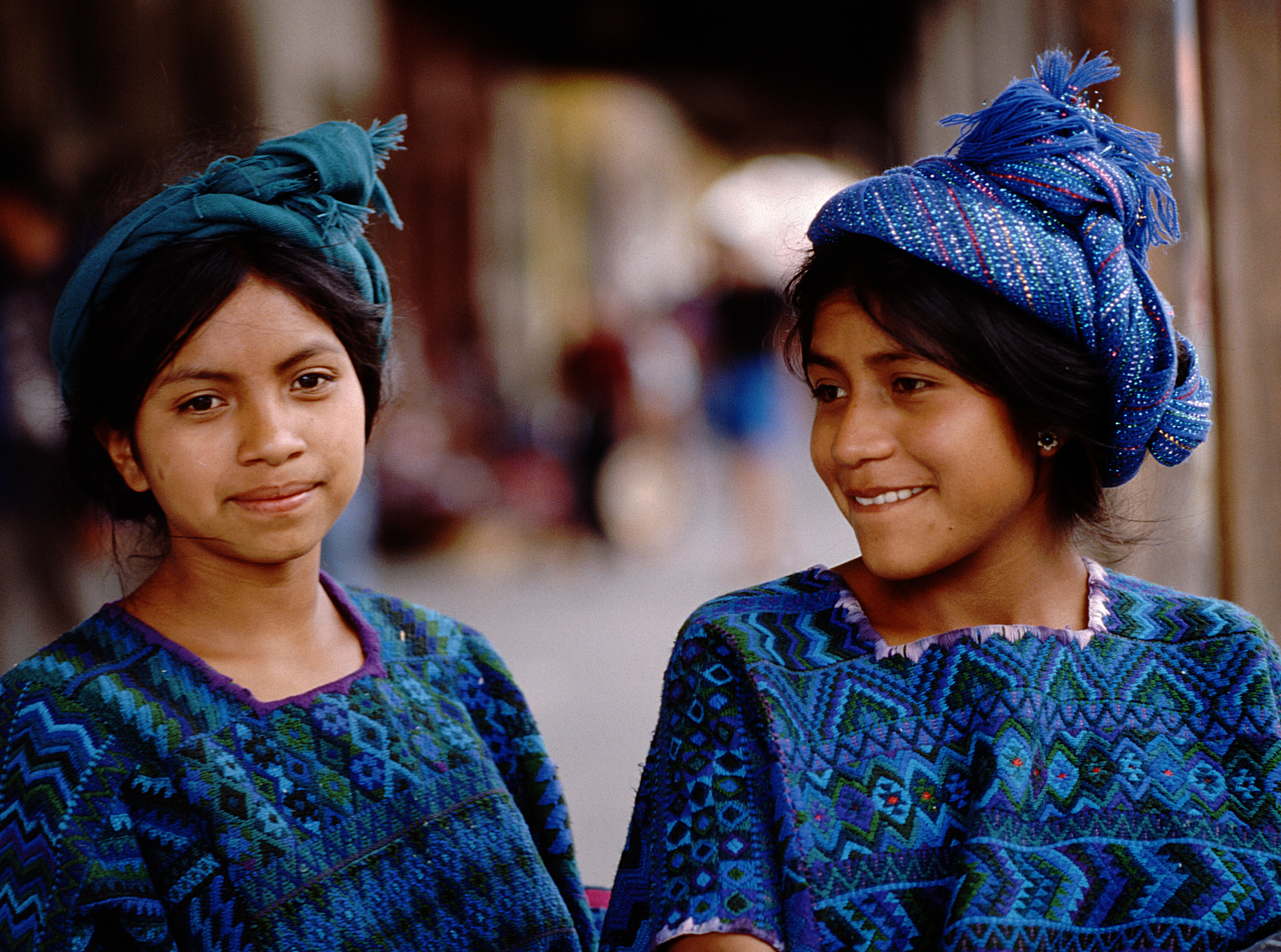
Noies indígenes guatemalenques de Chichicastenango

Avui dia, la població indígena és escassa en tots els països, amb excepció de Guatemala, on són gairebé el 40 per cent. La major part de la població regional és producte de la barreja entre espanyols i indígenes (mestissos). Durant el segle xix, hi van arribar alguns immigrants espanyols, italians, alemanys, francesos, anglesos, polonesos i també xinesos, coreans, jamaicans, jueus i àrabs, provocant més diversitat ètnica.
Etnografia per país:
| Països      | Població   | Mestissos | Blancs | Indígenes | Negres / mulats | Asiàtics |
| ----------- | ---------- | --------- | ------ | --------- | --------------- | -------- |
| Guatemala   | 14,373,472 | 50,1%     | 7,9%   | 40,4%     | 1,0%            | 0,6%     |
| Hondures    | 8,448,465  | 87,0%     | 4,0%   | 7,0%      | 2,0%            | 0,0%     |
| El Salvador | 6,108,590  | 86,0%     | 12,0%  | 1,0%      | 0,0%            | 0,0%     |
| Nicaragua   | 5,788,531  | 69,0%     | 17,0%  | 5,0%      | 9,0%            | 1,0%     |
| Costa Rica* | 4,695,942  | 13,6%     | 65,8%  | 2,4%      | 8,0%            | 3,2%     |
| Panamà      | 3,559,408  | 70,0%     | 10,0%  | 6,0%      | 14,0%           | 1,0%     |
| Belize*     | 334,297    | 43,0%     | 5,0%   | 11,0%     | 31,0%           | 2,0%     |

*  La resta de la població són immigrants.

### Religions
El catolicisme va ser la religió oficial fins a 1882; durant l'època colonial va ser l'única religió permesa, encara que alguns indígenes van barrejar el catolicisme amb les seves creences. Avui en dia, la mida de la població catòlica per país es reparteix de la manera següent:
- 75-80%: Costa Rica i Panamà
- 55-60%: Nicaragua
- 50-55%: Hondures
- 45-50%: Guatemala i El Salvador
- 40%: Belize

Els països com Guatemala, El Salvador o Belize són els menys catòlics, és a dir, que només entre 4 o 5 de cada 10 són catòlics; els únics països amb una població catòlica molt majoritària són Panamà i Costa Rica, on els protestants són encara menys d'1/5 de la població.
L'aprovació de llibertat de cultes va promoure l'arribada de missioners protestants, majoritàriament anglesos, americans, alemanys, holandesos, etc. Actualment, els protestants són més d'1/3 a Guatemala, Hondures i El Salvador; a Belize són el 31,7%. I des de 2005, a Nicaragua ja hi ha una significativa comunitat de protestant, que en constitueixen més d'1/5.
Els cultes i creences maies encara són presents a la regió. Les immigracions de l'Orient Mitjà o asiàtiques també han estat producte de l'arribada de musulmans, jueus, budistes, espiritistes, confucianistes, entre d'altres.
Els països amb societats menys religioses o més laiques són Nicaragua i Belize; els dos països es declaren no creients un 15,7%, i els segueixen molt de prop Guatemala i El Salvador.
Fontr: PROLADES-Religion in Central America, PROLADES-Estimated protestant population (1935-2012), PROLADES-Table of religion in the Americas by country.

### Idiomes
L'espanyol és l'idioma oficial a cada país, amb excepció de Belize (país angloparlant).
Els dialectes de l'idioma espanyol varien per regió: en la subregió de Nicaragua, Costa Rica i Panamà es fa servir comunament el "vós", molt semblant als països sud-americans; al triangle nord (Guatemala, El Salvador i Hondures) es pronuncia amb més força la "s" i la "r".
A Guatemala, també són oficials 24 llengües indígenes reconegudes, entre aquestes el quiche, kackchiquel, mam, achí, pocoman, qeqchi, etc. Actualment, prop del 30% parlen llengües indígenes; anteriorment era una mica més del 40%, però ara molts indígenes prefereixen parlar l'espanyol.

## Economia

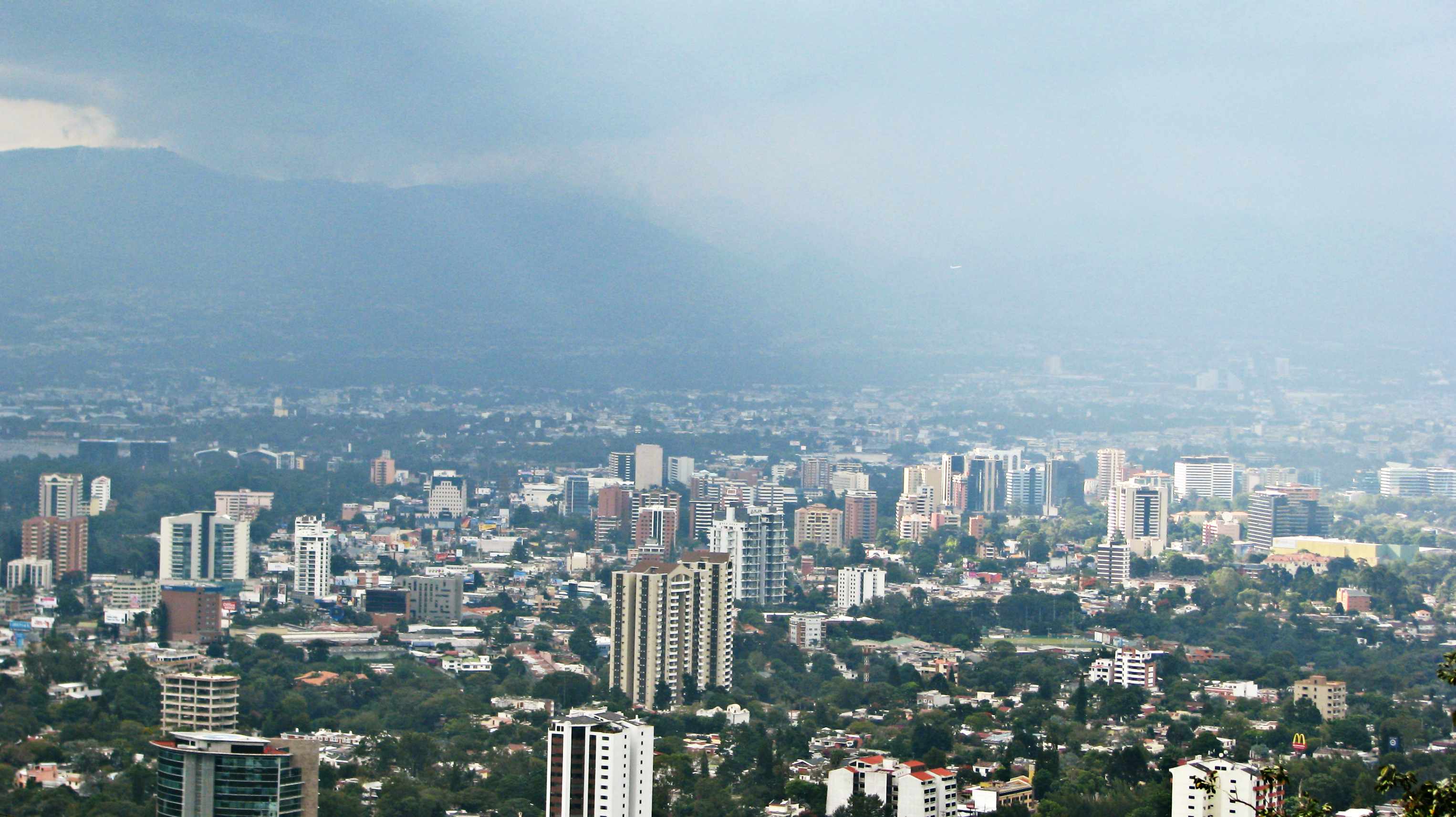
Ciutat de Guatemala: és la ciutat més desenvolupada de la regió

Amèrica Central és una economia en vies de desenvolupament; l'economia es basa principalment en activitats primàries, com l'agricultura; els principals productes que Amèrica Central exporta són el cafè, banana, arròs, sucre, mel, etc.; una altra activitat econòmica important és la mineria, la regió és rica pel que fa a pedres precioses: or, níquel, coure, plata, rubí, maragda, jade, etc. Nicaragua és el país amb major recursos miners, la mineria és utilitzada com a exportació en aquest país. El sector pesquer en la regió produeix al voltant de 1.500 milions de dòlars per any; les espècies de peix més exportades són la tonyina, gambeta i llagosta. Tot i haver crescut la urbanització, encara hi ha àmplies àrees molt rurals; els països amb major creixement industrial són Panamà i Guatemala, que tenen inversió de països industrialitzats. La major economia a Amèrica Central és Guatemala, que també és la desena a Amèrica Llatina, el país té un PIB de gairebé 120 milions de dòlars; d'altra banda, Panamà conté el major IDH de la regió, 0,765, un dels més alts d'Amèrica Llatina, però, amb excepció de Costa Rica i Panamà, la resta dels països tenen molts problemes de pobresa i desigualtat. Hondures és el país més pobre de la regió, un 60% viu en pobresa, seguit de Guatemala, Nicaragua, Belize i El Salvador. Gran part de la població econòmicament activa és de l'economia informal. 

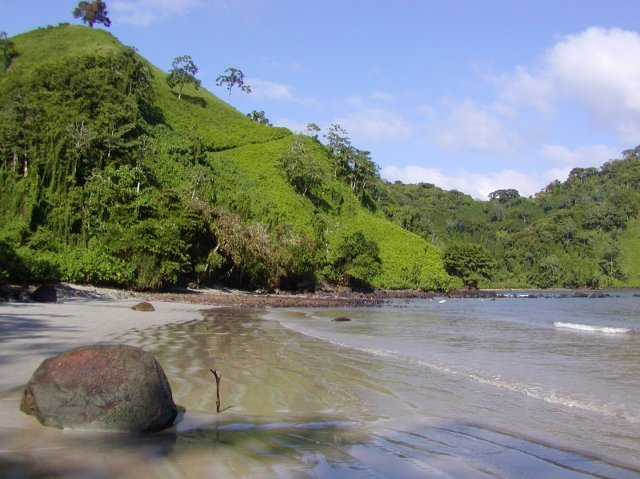
Patrimoni de la Humanitat, l'Illa del Coco és una de les destinacions naturals més destacats de Costa Rica

El turisme és molt important en la regió, que contribueix a gran part del PIB centreamericà. Costa Rica és el país més visitat de la regió, a causa de la diversitat de riquesa natural que conté el país. Panamà té les millors aerolínies per a turisme; un altre important país de turisme és Guatemala, i l'Antigua Guatemala i el llac d'Atitlan en són els llocs més visitats; els principals receptors de turisme a la regió són Estats Units, Canadà, el Regne Unit, la Xina, França, Alemanya, Mèxic, Xile i Colòmbia; recentment han augmentat visitants d'Espanya, Corea, Rússia, Austràlia i l'Índia.